# Гое-Берде
Гое-Берде (нім. Hohe Börde) — громада в Німеччині, розташована в землі Саксонія-Ангальт. Входить до складу району Берде.
Площа — 171,61 км2. Населення становить 18 703 ос. (станом на 31 грудня 2021).